# فنسنت برادفورد
فنسنت برادفورد (بالإنجليزية: Vincent Bradford) هي مبارزة بالسيف أمريكية، ولدت في 3 مارس 1955 في ألمانيا.

## وصلات خارجية
- فنسنت برادفورد على موقع أوليمبيديا (الإنجليزية)